# لانسکی (فیلم ۱۹۹۹)
لانسکی (انگلیسی: Lansky) یک تله‌فیلم آمریکایی در ژانر درام جنایی به کارگردانی جان مک‌ناتن است که در سال ۱۹۹۹ منتشر شد.

## بازیگران
- ریچارد درایفس
- اریک رابرتس
- آنتونی لاپالیا
- مکس پرلیچ
- بورلی دی آنجلو
- ماتیو ستل
- میکی ناکس